# Shubuta
Shubuta é uma cidade  localizada no estado americano de Mississippi, no Condado de Clarke.

## Demografia
Segundo o censo americano de 2000, a sua população era de 651 habitantes.
Em 2006, foi estimada uma população de 646, um decréscimo de 5 (-0.8%).

## Geografia
De acordo com o United States Census Bureau tem uma área de
6,2 km², dos quais 6,2 km² cobertos por terra e 0,0 km² cobertos por água. Shubuta localiza-se a aproximadamente 62 m acima do nível do mar.

## Localidades na vizinhança
O diagrama seguinte representa as localidades num raio de 32 km ao redor de Shubuta.